# Planohybodus marki
Planohybodus marki é uma espécie pré-histórica de tubarão de água doce que teria habitado o litoral nordeste do Brasil cerca de 130 milhões de anos atrás. Seu nome científico foi uma homenagem ao paleontólogo Mark Van Tomme e a descoberta foi publicada na revista especializada "Cretaceous Research".